# Ralph Mark Rosen
Ralph Mark Rosen (* 7. März 1956) ist ein US-amerikanischer Altphilologe.

## Leben
Er erwarb 1977 den B.A. am Swarthmore College in Gräzistik und Latinistik, den M.A. 1979 an der Harvard University in Klassischer Philologie und ebenda 1983 den Ph.D. in Klassischer Philologie. Anschließend lehrte er von 1983 bis 1988 als Assistant Professor an der University of Pennsylvania, dort von 1989 bis 2000 als Associate Professor und seit 2000 als Professor.
Seine Forschungsinteressen sind die griechische Literatur und Geistesgeschichte, antike komische und satirische Literatur sowie die antike Medizin (Hippokrates von Kos und Galenos).

## Schriften (Auswahl)
- Old comedy and the iambographic tradition. Atlanta 1988, ISBN 1-55540-304-2.
- Making mockery. The poetics of ancient satire. Oxford 2007, ISBN 0-19-530996-0.
- als Herausgeber mit Ineke Sluiter: Valuing others in classical antiquity. Leiden 2010, ISBN 978-90-04-18921-8.
- als Herausgeber mit Lesley Dean-Jones: Ancient concepts of the Hippocratic. Papers presented at the XIIIth International Hippocrates Colloquium, Austin, Texas, August 2008. Leiden 2016, ISBN 978-90-04-30701-8.